# クレヨンしんちゃん おバカ大忍伝 すすめ!カスカベ忍者隊!
『クレヨンしんちゃん おバカ大忍伝 すすめ!カスカベ忍者隊!』（クレヨンしんちゃん おバカだいにんでん すすめカスカベにんじゃたい）は、臼井儀人の漫画『クレヨンしんちゃん』を原作とするニンテンドーDS用ソフト。DS用ソフトとしては第4弾になる。購入特典にコミック本がある（数量限定）。脚本監修は同作のアニメ版監督（3代目）であるムトウユージが務めた。バンダイナムコゲームスのバンプレストレーベルより2010年3月18日発売。

## ストーリー
見習い忍者のコトリの失敗で秘伝書が悪忍者たちに捕られてしまった。カスカベ防衛隊は秘伝書を取り戻すために協力する。

## 登場人物

### 原作に登場するキャラクター
野原しんのすけ
声：矢島晶子
服の色はレッド。使う忍法は「土遁（どとん）カンチョーの術」。
風間トオル
声：真柴摩利
服の色はブルー。使う忍法は「ムササビの術」。
桜田ネネ
声：林玉緒
服の色はピンク。使う忍法は「怒りのウサギパンチ!!の術」。
佐藤マサオ
声：一龍斎貞友
服の色はグリーン。使う忍法は「どっすんの術」。
ボーちゃん
声：佐藤智恵
服の色はイエロー。使う忍法は「はなみず手裏剣の術」。

### ゲームオリジナルキャラクター
ワシ影シゲマル
声：千葉繁
秘伝書を代々守ってきたワシ影の頭領であり、コトリの師匠。いつもテンションが高い変わり者。
コトリ
声：名塚佳織
失敗の多い女の見習い忍者。ハトに変身する「忍法ハト変化の術」のみ唯一失敗せずに使える。
サラ影カチョウ
声：佐藤正治
悪忍者のリーダー。一見普通のサラリーマンだが、その正体はサラリー流忍者の頭領である。
ヒメ影メーコ
声：折笠愛
悪忍者の紅一点。背が低いことが悩みで、そのため、髪を盛り上げて高下駄を履いている。
タマ影ヤマト
声：中田譲治
悪忍者で少し腰が抜けている。秘伝書の力で海に沈んだ戦艦大和を引き上げ、それをセットにして映画を撮ろうと企む。
クリ影クリスチーヌとオネ影オネイル
声：大川透（クリ）、二又一成（オネ）
悪忍者のオカマコンビ。オヤジギャクとクリオネが好き。フィギュアスケートを用いた忍法を使う。
モア影イゾウ
声：飯塚昭三
悪忍者の中で一番の巨漢。怪力をこなす。秘伝書の力で、自身の考えた「モアP」というキャラクターをヒットさせようとしているが、「もえPの偽物だ」と風間くんの怒りを買った。
ジャドー
声：井上和彦
かつて世界を恐怖に陥れた大魔忍者。戦国時代に忍者軍団によって6本の秘伝書に封印された。

### その他の登場人物
一部のキャラクターは特定の条件を満たさないと会うことができない。
- ななこ&忍
- ミッチー&ヨシリン
- 野原銀之助&つる
- 小山よし治&ひさえ
- むさえ
- 四郎
- 酢乙女あい
声：川澄綾子
- 黒磯
- マスターヨダ
声：永井一郎
アイテムショップ「デスペラート」の店主。

## 曲
- 挿入歌「おしのびマーチ」
  - 作詞 - ムトウユージ / 作曲 - やまだいっぽう / 歌 - カスカベにんじゃたい（矢島晶子、真柴摩利、林玉緒、一龍斎貞友、佐藤智恵）